# Primitivo Martínez
Primitivo Martínez, né le 24 septembre 1912 à Ormoc, aux Philippines, et mort le 19 mai 1985 à San Francisco, est un ancien joueur philippin de basket-ball.